# Благоя Талески
Благоя Петров Талески с псевдоним Иван (на македонска литературна норма: Благоја Талески) е югославски политик от Социалистическа Република Македония.

## Биография
Роден е в 1924 година в Прилеп и произхожда от рода Талеви, към който принадлежи и Димитър Талев. Влиза в младежката организация на Комунистическата партия на Югославия и в 1940 година е арестуван и вкаран в затвора. Интерниран в България. Секретар е на Местния комитет на ЮКП и член на Военния щаб на Прилеп. От август 1942 до март 1943 е главен редактор на вестник „Народен глас“. След излизането си от затвора става секретар на областен комитет на КПМ. Участва във формирането на оперативната зона на действие на партизанските отряди „Даме Груев“ и „Гоце Делчев“.
След 1944 година е председател на Съюза на синдикатите на Македония, член на Председателството на Централния комитет на Съюза на комунистите на Македония, както и член и председател на Председателството на Социалистическа Република Македония. От 4 септември 1946 до 3 декември 1950 година е народен представител в Учредителните събрания на Народна република Македония. Бил е член на отдел „Кадри“ на ЦК на СКМ, секретар на Градски комитет на СКМ, секретар на Околиския комитет на СКМ в Прилеп, секретар на Главниот комитет на ССРНМ. В периода 26 март 1950 – 8 юни 1963 г. е народен представител в Съюзното събрание на СФРЮ (2,3,4 събрание). Между 1963 и 1969 г. е председател на Републиканския съвет на Съюза на синдикатите на Македония. Депутат в Стопанския събор на Събранието на СРМ (9 април 1967 до 9 април 1969), пратеник и в същия събор на Съюзното събрание на СФРЮ (април 1969 до април 1974). В отделни период е генерален директор на предприятието „Юготютюн“ и председател на Кооперативния съюз в Битоля. Умира през 2001 година в Скопие.